# Калифорнийски университет – Ървайн
Калифорнийският университет – Ървайн (на английски: University of California, Irvine или UC Irvine) е обществен университет от системата на калифорнийските университети и се намира в Ървайн, Калифорния. Основан е през 1965 година.
Университетът е разположен в сърцето на окръг Ориндж в Калифорния, който е един от най-гъсто населените в страната.
Сградите са разположени така, че образуват грубо казано кръг, в центъра на който се намира парк Олдрик, известен преди това като Централен парк. Всички академични единици са разположени така, че да имат отношение към центъра. Училищата само с бакалавърски програми са разположени в близост до центъра, докато тези с магистърски и докторски програми са разположени в периферията.
В центъра на парка се намира градина с паметна плоча с датата на създаването на университета, а в самия парк има множество големи дървета, които правят дебела сянка и са пригодени към местния климат. Съществуват и много павирани и непавирани алеи, които се ползват от пешеходци и велосипедисти. Основният път се нарича Ринг Роуд и се ползва както от студенти, така и от преподаватели. UC Irvine има няколко библиотеки, които съдържат специални и редки колекции, както и интересни архиви. Някои от сградите са съединени с пешеходни мостове помежду си, които осигуряват по-бърз и лесен достъп.

## Известни преподаватели
- Мъри Кригър (1923 – 2000), литературен теоретик и историк
- Волфганг Изер (1926 – 2007), литературен теоретик и историк
- Джоузеф Хилис Милър (р. 1928), литературен теоретик и историк

## Нобелови лауреати
- Фредерик Рейнс – Нобелова награда за физика за 1995 г.[9]
- Франк Шерууд Роуланд – Нобелова награда за химия за 1995 г.
- Ъруин Роуз – Нобелова награда за химия за 2004 г.

## Известни възпитаници
- Майкъл Шейбон (р. 1963), писател

## Галерия
- Университетски кампус – с форма на кръг
- Мъри Кригър Хол, сграда на Училището по хуманитарни и социални науки
- Доналд Брен Хол, сграда на Училището по информатика и компютърни науки
- Училище по биологически науки
- Училище по природни науки
- Училище по право
- Училище по физически науки
- Макгъф Хол
- Научна библиотека
- Библиотека „Лангсън“